# Nazionale maschile di pallamano della Lettonia
La nazionale lettone di pallamano rappresenta la Lettonia nelle competizioni internazionali e la sua attività è gestita dalla Latvijas Handbola Federācija.
La rappresentativa partecipa alle competizioni internazionali dal 1993, ottenendo per la prima volta la partecipazione ai Campionati europei del 2020.

## Palmarès
Nel 2020, la rappresentativa ha partecipato per la prima volta al campionato europeo.
La nazionale ha vinto l'EHF Challenge Trophy, torneo riservato alle nazionali emergenti, nel 2001.